# Jansen Šťovíček
Le vénérable Saraṇa Bhikkhu (සරණ භික්ඛු dans le script cinghalais, သ ရ ဏ ဘိက္ခု en Birmane; Nom laïque : Jan šťovíček ;  né en 1987) est un moine Theravāda et l'instructeur de méditation tchèque,.

## Les premières années
Šťovíček est né et a grandi à Pilsen . D'abord intéressé par le christianisme catholique , la religion historique des Tchèques , il s'intéresse plus profondément au bouddhisme . À l'adolescence, il a décidé qu'il serait ordonné moine à l'âge adulte. Après avoir terminé ses études secondaires , il a travaillé comme représentant commercial pour United Philips Cable (UPC). Refusant l'opportunité de recevoir une formation universitaire au Royaume-Uni financée par son père, il s'installe au Sri Lanka en 2008. Le 5 mai de la même année, il entre au noviciat. Il s'est ensuite inscrit à l'Université bouddhiste et pali du Sri Lanka. C'est ainsi que Šťovíček a commencé sa vie de renoncement.
Le 19 mai 2012, et après ses études monastiques, le novice Šťovíček s'installe en Birmanie . Là, le 1er juillet, il reçut l'ordination complète en tant que bhikkhu ou moine. Toujours en Birmanie, il reçut le titre de a.hrang ("seigneur", အရှင် dans l'écriture birmane; souvent ashin dans les translittérations anglaises ).

## Controverse
Il était au centre d'une polémique liée aux expositions qu'il avait faites sur Facebook à propos de l'interdiction, explicitement élaborée dans le vinaya ou code monastique,, de l'usage de l'argent par les moines,. Une citation à comparaître contre lui a été soumise au Comité d'État des dirigeants suprêmes du Saṅgha (birman : နိုင်ငံတော် သဃာ့မဟာနာယကအဖွဲ ့  . La convocation ne relevant pas de la compétence du comité, ses membres ont refusé d'engager la procédure. Au lieu de cela, une session informelle a été convoquée, au cours de laquelle Saraṇa et son accusateur ont tous deux été réprimandés. Saraṇa pour sa part a été exhortée par le comité à continuer d'enseigner le vinaya mais en utilisant des références.

## Œuvre
Il a rédigé deux dictionnaires trilingues : un dictionnaire cinghalais - anglais - tchèque et un dictionnaire birman - anglais - tchèque,.